# Johren
Johren是一個綜合型遊戲平台，於2020年7月21日正式上線，提供免費線上一般向與成人向日系遊戲。另外也同時販售單機版一般向，成人向付費遊戲。平台上各式線上遊戲多數支援繁體中文，另有簡體中文與英語版遊戲供玩家選擇。
目前在Johren上架的免費日系線上遊戲有《御城計劃：RE ～CASTLE DEFENCE～》，《迷霧列車少女～從霧之世界的車窗～》，《魔法少女Magicami》，《愛麗絲秘跡！R〜少女們編織夢的秘境〜》，《神姬計劃X》，《凍京NECRO 自殺任務R》等，單機成人向遊戲有《築巢華琳醬》，《Study § Steady》，《流星世界演繹者》，《PRIMAL×HEARTS》系列等。